# Paphnutius ostentus
Paphnutius ostentus is een halfvleugelig insect uit de familie schuimcicaden (Cercopidae). De wetenschappelijke naam van deze soort is voor het eerst geldig gepubliceerd in 1916 door William Lucas Distant.